# Conospermum canaliculatum
Conospermum canaliculatum (лат.) — кустарник, вид рода Коноспермум (Conospermum) семейства Протейные (Proteaceae), эндемик юго-западной Западной Австралии.

## Ботаническое описание
Conospermum canaliculatum — густой многоствольный куст до 1 м высотой. Листья линейные, 4-20 см длиной, 2-4 мм шириной, голые или войлочные, сверху отчётливо канальцевидные; вершина коническая; средняя жилка приподнята с нижней стороны. Соцветие — это многоветвистая колючая метёлка в пазухах верхних листьев; цветоносный побег 10,5-15 см длиной; прицветники 1,5-2,5 мм длиной, 1,5-2,25 мм шириной, у основания густо опушённые, сверху гладкие, с заострённой вершиной. Околоцветник белый опушённый, с внутренней поверхностью от чёрного или бордового цвета; трубка длиной 3-3,5 мм; верхняя губа яйцевидной формы, длиной 1-1,6 мм, шириной 1,75-2,25 мм, у основания с опушкой; нижняя губа объединена на 0,5-1 мм; лопасти 0,75-1 мм длины, 0,2-0,3 мм ширины. Плод — орех длиной 2-2,5 мм, шириной 2-2,25 мм, ржаво-коричневый опушённый с волосками по окружности 2-2,5 мм длиной, ржаво-коричневые или оранжевые; центральный пучок из волосков длиной 2-2,5 мм.

## Таксономия
Впервые этот вид был официально описан ботаником Карлом Мейснером в 1848 году в сборнике Иоганна Георга Кристиана Лемана Plantae Preissianae sive Enumeratio plantarum quas in Australasia occidentali et meridionali-occidentali.
Различают два подвида.
- Conospermum canaliculatum apiculatum — серые, слегка опушённые листья
- Conospermum canaliculatum canaliculatum — с гладкими листьями.

## Распространение и местообитание
Conospermum canaliculatum — эндемик Западной Австралии. Встречается в регионах Среднего Запада и Уитбелт в Западной Австралии, где растёт на песчаных почвах.

## Экология
Этот вид регенерирует из лигнотубера после пожара. Широколистная форма этого растения смешивается с узколистной формой C. triplinervium.